# Castlecrag, New South Wales
Castlecrag este o suburbie în Sydney, Australia.